# 笠井鉄夫
笠井 鉄夫（かさい てつお　1941年（昭和16年）9月15日 –　）は、日本のジャーナリスト。元日本放送協会（NHK）副会長・顧問。

## 概要
1965年、明治大学を卒業し、日本放送協会に入局。報道畑を歩み、1997年6月の経理局長就任を経て、2001年4月に理事に就任。2003年7月には副会長となり、次期会長候補にも挙げられたものの、顧問に就任する予定となった。しかし、NHKの一連の不祥事及び、その後の対応に視聴者のNHK不信が強まり、受信料の支払い拒否・留保などが増える中、責任をとるかたちで、2005年1月、海老沢勝二会長などと共に辞任した。

## 参考
- NHK放送文化研究所 メディアフォーカス
- Forsight（新潮社）